# What I Want (canción de Morgan Wallen)
«What I Want» es una canción de la cantante de música country estadounidense Morgan Wallen con la cantante pop canadiense Tate McRae. Fue lanzado el 16 de mayo de 2025, como el quinto sencillo del cuarto álbum de estudio de Wallen, I'm the Problem. Esta sería la primera colaboración de Wallen con una mujer en toda su carrera. Debutó en el número uno en el Billboard Hot 100 de Estados Unidos, convirtiéndose en el cuarto número uno de Wallen en la lista y el primero de McRae.

## Antecedentes
Wallen compartió que tanto él como McRae quería realizar esta colaboración desde hace mucho tiempo. Inicialmente, «What I Want» no fue escrita con una cantante femenina en mente, pero Wallen admitió que McRae "dominó cada parte de la canción". Es por ello que cada uno grabó su parte en diferentes estudios. Wallen dijo que gracias a su hermana logró conocer la música de McRae, y que le encantaba.
Tras el anuncio de la colaboración varios fanáticos de McRae criticaro a la artista por trabajar con Wallen conociendo de su pasado controvertido.

## Promoción
El 29 de marzo de 2025, Wallen fue el invitado musical en Saturday Night Live e interpretó los sencillos «I'm the Problem» y «Just in Case». Durante su actuación, en el fondo se mostraba varios títulos de canciones que conformarían el nuevo disco, incluido «What I Want», donde ocultaban los colaboradores. En abril, Wallen confirmó que la canción sería una colaboración con una artista femenina, siendo la primera vez que Wallen traía a una mujer a participar en uno de sus discos. El 15 de abril, la cantante canadiense Tate McRae publicó una historia en Instagram de una camiseta con los colores de los Tennessee Volunteers, con "T8" escrito en el frente y las iniciales de Wallen "MW". Finalmente, Wallen reveló la lista completa de canciones de I'm the Problem al día siguiente, confirmando su part6icipación. El 13 de mayo, el cantante celebró el prelanzamiento del sencillo en una fiesta en su bar de Nashvill.

## Letras y composición
«What I Want» es una balada romántica en la que ambos artistas comparten voces sobre una relación temporal. Cuenta la historia de dos amantes que reflexionan sobre sus experiencias dentro de la relación, dándose cuenta de que exigen más el uno del otro y, como resultado, deciden soltarse y vivir libres.

## Recepción crítica
Melinda Newman y Jessica Nicholson de Billboard, rankearon cada canción del disco de Wallen y colocaron la canción en el duodécimo lugar, diciendo que es una "melodía brillante con un ligero ritmo de hip-hop" donde ambos artistas comparten "logran sintonizar de alguna forma", pero habría sido más "interesante" si el dúo cantara en unidad, ya que sus voces "son sorprendentemente compatibles".

## Posicionamiento en las listass
| listas (2025)                      | Posición |
| ---------------------------------- | -------- |
| Australia (ARIA)                   | 13       |
| Canadá (Canadian Hot 100)          | 2        |
| Canadá Country (Billboard)         | 55       |
| Global 200 (Billboard)             | 5        |
| Irlanda (IRMA)                     | 21       |
| Países Bajos (Dutch Top 40)        | 38       |
| Nueva Zelanda (Recorded Music NZ)  | 17       |
| Noruega (VG-lista)                 | 39       |
| Suecia (Sverigetopplistan)         | 80       |
| Reino Unido (UK Singles Chart)     | 30       |
| Estados Unidos (Billboard Hot 100) | 1        |
| Estados Unidos (Adult Top 40)      | 21       |
| Estados Unidos (Country Airplay)   | 55       |
| Estados Unidos (Hot Country Songs) | 1        |
| Estados Unidos (Mainstream Top 40) | 24       |